# Poa fernaldiana
Poa fernaldiana là một loài thực vật có hoa trong họ Hòa thảo. Loài này được Nannf. miêu tả khoa học đầu tiên năm 1935.